# Мортенсен, Рихард
Рихард Станге Мортенсен (дат.  Richard Strange Mortensen, 23 октября 1910, Копенгаген — 6 января 1993, Эйби) — датский художник, один из крупнейших художников Дании XX века.

## Жизнь и творчество
В 1931—1932 годах изучал живопись в датской Королевской художественной академии. В 1937 году приехал в Париж, где продолжал своё образование и познакомился с таким течением в живописи, как сюрреализм. В начальный период своего творчества, в начале 1930-х годов, находился под сильным влиянием произведений В. Кандинского, привлекавших его и абстрактной формой, и их сюрреалистической стороной. В 1934 году стал одним из соучредителей художественной группы «Линии». Позднее в его работах появляется склонность к экспрессионизму. Позднейшие работы изображали яркие, красочные поверхности чередующихся красок, заполняющих всё пространство картины.
После смерти его жены Сони Хауберг в 1947 году перебрался в Париж и жил там до 1964 года. Участвовал в ряде престижных международных художественных выставок современного искусства — documenta I (1955), documenta II (1959), documenta III (1964) — все в Касселе. Работы его выставлялись на биеннале в Венеции (1960). В 1964—1980 годах — профессор датской Королевской художественной академии в Копенгагене.

## Награды
- Премия Эдварда Мунка (1946)
- Премия Кандинского (1950)
- Медаль Торвальдсена (1968)

## Персональные выставки (избранное)
- 1947 Галерея Дениз Рене, Париж
- 1959 Галерея Шпигель, Кёльн
- 1970 Музей Луизиана, Копенгаген
- 1970 Художественный музей, Киль
- 1989 Галерея изящных искусств, Стокгольм
- 1998 Национальный музей Исландии, Рейкьявик